# Đurđa Adlešič
Đurđa Adlešić, hrvaška političarka, učiteljica in novinarka, * 18. april 1960, Bjelovar, SFRJ. 
Adlešič je v politiko vstopila leta 1990 in je bila ena od ustanoviteljic Hrvaške socialno-liberalne stranke v njenem domačem kraju. Poslanka je postala leta 1995. Leta 2000 je osvojila drugi mandat in postala podpredsednica stranke. Leta 2001 je postala županja Bjelovara. Leta 2003 je osvojila tretji mandat v parlamentu, za županjo pa je bila ponovno izvoljena leta 2005. Od leta 2006 do 2009 je bila predsednica hrvaške socialno-liberalne stranke. 
Leta 2010 je Adlešič zapustila HSLS in se leta 2011 upokojila iz politike. 